# Plisa (dopływ Niemna)
Plisa (biał. Плиса) – rzeka w zachodniej Białorusi o długości 22 km, dopływ Niemna (zlewisko Morza Bałtyckiego).